# Galago's
De galago's (Galagidae, soms Galagonidae) zijn een familie van kleine, nachtactieve halfapen (Strepsirrhini), die voorkomen op het Afrikaanse continent. De galago's zijn nauw verwant aan de lori's en potto's, en vroeger werden de galago's in een onderfamilie van de loriachtigen (Lorisidae) geplaatst. De wetenschappelijke naam van de familie werd in 1825 gepubliceerd door John Edward Gray.

## Leefwijze
Galago's zijn kleine, boombewonende nachtdieren. Ze bewegen zich door de bomen en struiken voort met sprongen, in tegenstelling tot hun klimmende en kruipende verwanten, de potto's. Galago's foerageren alleen. Ze eten voornamelijk insecten en andere ongewervelden, aangevuld met gom en vruchten. De kleinere soorten eten meer insecten dan de grotere galago's. Galago's kunnen vliegende insecten als sprinkhanen en motten uit de lucht grijpen met hun voorpoten, terwijl de achterpoten een tak vasthouden. Een enkele keer eet een galago ook een hagedis of een vogeltje.

## Kenmerken
Galago's hebben een ronde kop. Als aanpassing aan het nachtelijke leven hebben galago's grote ogen, lange snuiten en grote oren. De oren van een galago kunnen onafhankelijk van elkaar worden bewogen, en worden platgevouwen om schade te voorkomen. De snuit eindigt in een vochtige neus. De tastzin is het sterkst ontwikkeld rond de hand- en voetzolen en de tastharen op de kop, enkels en polzen. De achterpoten bij de galago's zijn langer dan de voorpoten, en de poten in het algemeen langer dan die van de loriachtigen. Ook hebben ze een lange pluimstaart, waardoor ze in balans blijven tijdens de sprong. De staart is meestal langer dan de rest van het lichaam. Galago's zijn slanker en behendiger dan de lori's en potto's.
Galago's verschillen in grootte van de dwerggalago (Galagoides demidoff), die 105 millimeter lang wordt, tot de dikstaartgalago (Otolemur crassicaudatus), die wel 465 millimeter lang kan worden.
Galago's komen voornamelijk voor in de drogere bossen en wouden in het zuiden en oosten van Afrika. De belangrijkste vijanden van galago's zijn oehoes, verscheidene roofdieren en ook andere primaten.

## Sociaal gedrag
Overdag slapen galago's in verstrikte takken, holle bomen of in zelfgebouwde nesten, alleen of in groepen. Voornamelijk volwassen vrouwtjes met jongen slapen in groepen met meerdere verwante vrouwtjes. Deze groepen kunnen uit tot wel tien dieren bestaan. In enkele soorten zijn deze groepen gemengd, maar bij de meeste soorten leven volwassen mannetjes volledig solitair.
Woongebieden overlappen meestal, maar dominante mannetjes dulden meestal geen andere dominante mannetjes of volwassen vrouwtjes in hun woongebied. Het woongebied van een dominant mannetje overlapt meestal met de woongebieden van meerdere volwassen vrouwtjes, hun onvolwassen vrouwelijke nakomelingen en jonge galago's. Zelfstandige mannetjes, die nog niet geslachtsrijp zijn, worden soms ook getolereerd binnen een woongebied van een dominant mannetje.
Galago's urineren over hun handen en voeten. De reden voor dit gedrag is onduidelijk, maar waarschijnlijk verstevigt dit de grip. Een andere theorie is dat het gebruikt wordt om territoria te markeren. Het territorium wordt echter voornamelijk gemarkeerd door stoffen uit huidklieren rond de genitaliën of op de borst, of door urine direct op een tak te deponeren.
Galago's communiceren voornamelijk met luide roepen. Galago's kennen minstens tien verschillende soorten roepen, die gebruikt worden om partners aan te trekken, rivalen af te weren of andere galago's te waarschuwen voor gevaar. Iedere soort kent weer andere roepen, en de soorten zijn het best aan de hand van hun roepen te onderscheiden. Aan de hand van afwijkende roepen zijn zelfs verscheidene nieuwe galagosoorten ontdekt. De roep van sommige soorten doet denken aan het gehuil van een baby, vandaar dat de dieren in het Engels ook wel "bushbabies" worden genoemd.
Galago's herkennen elkaar door middel van geur, en geur wordt aan elkaar overgedragen door tegen elkaar aan te wrijven, of door elkaar te vlooien.

## Voortplanting
Bij veel soorten is geen vaste voortplantingstijd, en paringen komen het gehele jaar door voort. Bij sommige soorten achtervolgen meerdere mannetjes eerst een bronstig vrouwtje, waarna één of meerdere mannetjes met het vrouwtje mogen paren. De bronst duurt vaak een dag of twee.
De penis heeft een lang penisbot (baculum) en op de huid van de eikel lopen naar achter gerichte keratine stekels. Deze stekels zorgen ervoor dat het mannetje tijdens de paring langer in het vrouwtje blijft zitten. Mochten meerdere mannetjes vlak na elkaar met hetzelfde vrouwtje paren heeft het eerste mannetje hierdoor een voorsprong. De lengte van de stekels en het baculum verschillen per soort, en veel nauw verwante en op elkaar lijkende soorten zijn meestal eenvoudig door deze kenmerken uit elkaar te houden. Dit verschil tussen de soorten is mogelijk een manier om paringen tussen twee verschillende soorten te voorkomen.
Jongen worden na een vrij lange draagtijd geboren, na 100 tot 150 dagen. Meestal krijgt een galago één tot twee, soms drie jongen per worp, en één à twee worpen per jaar. Een vrouwtje verplaatst de jongen door ze in haar bek te dragen, of doordat de jongen zich aan moeder vastklampen. De zoogtijd duurt 53 tot 140 dagen. Vrouwtjes blijven meestal in het woongebied van hun moeder totdat ze geslachtsrijp zijn, maar mannetjes verlaten meestal al voor die tijd het territorium van hun moeder. Galago's kunnen in vergelijking met zoogdieren van dezelfde grootte vrij oud worden (rond de vijftien).

## Taxonomie

### Levende soorten
Deze familie bestaat uit 6 levende geslachten met 19 soorten.
- Familie: Galago's (Galagidae) (19 soorten)
  - Geslacht: Euoticus (Kielnagelgalago's) (2 soorten)
    - Soort: Euoticus elegantulus (Zuidelijke kielnagelgalago)
    -  Soort: Euoticus pallidus (Noordelijke kielnagelgalago)

  - Geslacht: Galago (Kleine galago's) (4 soorten)
    - Soort: Galago gallarum (Somaligalago)
    - Soort: Galago matschiei (Oostelijke kielnagelgalago)
    - Soort: Galago moholi (Zuid-Afrikaanse galago)
    -  Soort: Galago senegalensis (Senegalgalago)

  - Geslacht: Galagoides (Dwerggalago's) (3 soorten)
    - Soort: Galagoides demidoff (Dwerggalago)
    - Soort: Galagoides kumbirensis
    -  Soort: Galagoides thomasi (Thomas galago)

  - Geslacht: Otolemur (2 soorten)
    - Soort: Otolemur crassicaudatus (Dikstaartgalago)
    -  Soort: Otolemur garnettii (Garnetts galago)

  - Geslacht: Paragalago (5 soorten)
    - Soort: Paragalago cocos
    - Soort: Paragalago granti (Grants galago)
    - Soort: Paragalago orinus (Berggalago)
    - Soort: Paragalago rondoensis (Rondogalago)
    -  Soort: Paragalago zanzibaricus (Zanzibargalago) 

  -  Geslacht: Sciurocheirus (3 soorten)
    - Soort: Sciurocheirus alleni
    - Soort: Sciurocheirus gabonensis
    -  Soort: Sciurocheirus makandensis

### Fossiele soorten
- Familie: Galago's (Galagidae)
  - Geslacht: Galago
    - Soort: Galago howelli †
    -  Soort: Galago sadimanensis †

  - Geslacht: Komba †
    - Soort: Komba minor †
    - Soort: Komba robusta †
    -  Soort: Komba winamensis †

  - Geslacht: Progalago †
    - Soort: Progalago dorae †
    -  Soort: Progalago songhorensis †

  -  Geslacht: Saharagalago †
    -  Soort: Saharagalago misrensis †